# 世界貿易機関
世界貿易機関（せかいぼうえききかん、英: World Trade Organization、略称：WTO）とは、自由貿易促進を主たる目的として創設された国際機関である。常設事務局はスイスのジュネーヴに置かれている。

## 概説
GATT（ガット）ウルグアイ・ラウンドにおける合意によって、世界貿易機関を設立するマラケシュ協定（WTO設立協定）に基づいて1995年1月1日にGATT（関税及び貿易に関する一般協定）を発展解消させて成立した。
本来GATTは、第二次世界大戦後の安定を見据え、国際通貨基金（IMF）および国際復興開発銀行（IBRD）とともに設立が予定されていた国際貿易機関（ITO）の設立準備の際に、暫定協定として結ばれたものであった。国際貿易機関の設立が廃案となり、GATTがその代替として発展強化されていくうちに、再びこの分野の常設機関が求められ、WTOが設立されることとなった。発展解消であるため、GATTの事務局及び事務局長もWTOへと引き継がれることとなった。
WTOはGATTを継承したものであるが、GATTが協定（Agreement）の締約国団（CONTRACTING PARTIES）に留まったのに対し、WTOは機関（Organization）であるのが根本的な違いである。
1. 自由（関税の低減、数量制限の原則禁止）
2. 無差別（最恵国待遇、内国民待遇）
3. 多角的通商体制

を基本原則としている。また、物品貿易だけでなく金融、情報通信、知的財産権やサービス貿易も含めた包括的な国際通商ルールを協議する場である。
紛争処理手続きにおいて、
1. パネルの設置
2. パネル報告及び上級委員会の報告の採択
3. 対抗措置の承認

については、全加盟国による反対がなければ提案されたものが、採択されるというネガティブ・コンセンサス方式（逆コンセンサス方式）を採用した強力な紛争処理能力を持つ。これは国際組織としては稀な例であり、コンセンサス方式を採っていたGATTとの大きな違いで、WTOの特徴の一つといえる。
1999年のシアトル閣僚会議で新ラウンドの立ち上げを目指すも開発途上国や反グローバリズムを掲げる市民団体の反発で失敗し、2001年11月にカタールのドーハで行われた第4回WTO閣僚会議でようやく新多角的貿易交渉（新ラウンド）の開始を決定し、ドーハ・ラウンドと呼ばれた。2002年2月1日の貿易交渉委員会で新ラウンドがスタートした。しかし9年に及ぶ交渉は先進国と、急速に台頭してきたBRICSなど新興国との対立によって中断と再開を繰り返した末、ジュネーブで行われた第8回WTO閣僚会議（2011年12月17日）で「交渉を継続していくことを確認するものの、近い将来の妥結を断念する」（議長総括）となり事実上停止状態になり、部分合意等の可能な成果を積み上げる「新たなアプローチ」の採用が合意された。
その後、2013年のインドネシア・バリ島における第9回閣僚会議で、貿易円滑化協定を含む、貿易円滑化・農業・開発の3分野からなる「バリ合意」が成立し、2014年7月まで貿易円滑化協定をWTO協定に加える（附属書1Aに追加）するための文書を一般理事会で採択すべきとされた。
しかしインドが、合意を蒸し返す状態で反対したため、期限までに採択できなかった。その後、食糧備蓄への補助金の問題で先進国側が譲歩することで、ようやくインドが合意し、2014年11月27日の一般理事会で、貿易円滑化協定が採択された。WTO加盟国の3分の2が改正を受諾した日に発効することになっており、2017年2月22日にこの要件を満たし、協定が発効した。

## 略称
世界貿易機関の略称はWTO（World Trade Organization）であるが、ワルシャワ条約機構の略称も同じくWTOであった（Warsaw Treaty Organization）（ワルシャワ条約機構は1991年に解散）。また、世界観光機関（World Tourism Organization。日本を含む157国が加盟）も略称をWTOとしていた。
そのため、ウルグアイ・ラウンド交渉においてサービス貿易（観光が含まれる）についても扱うことになったため、世界観光機関との混同をさけるために、多角的貿易機構（Multilateral Trade Organization)と呼ばれていた。しかし交渉が実質的合意がされた1993年12月15日に米国の要求によりその名称を世界貿易機関（World Trade Organization)とすることになった。
世界観光機関との混同のおそれについては、サービス分野の観光関連については、WTOの略称の使用を避ける等により問題が生じないとされた。なお、世界貿易機関が他の組織に対して区別する必要があるときはWTO-OMCと表記することとされ（OMCは世界貿易機関のフランス語表記「L'Organisation mondiale du commerce」の略称）、また一方世界貿易機関との混同を避けるため、ワルシャワ条約機構の場合は専らWPO（「Treaty：条約」を「Pact：協定」に置換え）という略称が使用された。また、世界観光機関も2003年に国際連合 (UN) の専門機関となった後はUNWTOという略称を使用している。

## 構成

### WTO設立協定で規定された機関

#### 閣僚会議
閣僚会議（Ministerial Conference）は、WTOの最高意志決定機関で、すべての加盟国の代表によって構成され、少なくとも2年に1回開催される（WTO設立協定第4条1）ことになっているが、第6回閣僚会議が2005年12月に開催された後、ドーハラウンドの交渉行き詰まり等により第7回閣僚会議が2009年11月に開催されるまで4年間、閣僚会議が開催されないときがあった。
第12回閣僚会議は、カザフスタンのヌルスルタンで、2020年6月11日から13日までの日程で開催が予定されていた。しかし、2020年3月12日、カザフスタン政府は、アゼベド事務局長に対し、新型コロナウイルス感染症の現状とWHOのパンデミック宣言に関連してとの理由で、閣僚会議開催の開催の再検討を要請した。これを受けてアゼベド事務局長は、ウォーカー一般理事会議長及びカザフスタン代表部と協議の後、当初の予定通りの開始は不可能であるとして、日程の再検討をWTO加盟国に要請した。具体的な変更は一般理事会の特別会合で行われる。2021年3月1日の一般理事会は、第12回閣僚会議の開催について、カザフスタンでの開催を断念して、2021年11月29日の週に、ジュネーブで開催すると決定した。具体的な日程は、2021年11月30日から12月3日と決定された旨、4月16日に発表された。
2021年11月26日の一般理事会は、開催が直前に迫った第12回閣僚会議の開催について、COVID-19ウイルスの特に伝染性の株の発生により、閣僚がジュネーブに到達するのを妨げる旅行制限をされているとして。開催を延期すると決定した。新しい日程は、その時点では決定されていなかったが、2022年2月23日、第12回閣僚会議を2022年6月13日の週に、ジュネーブで開催すると決定した。2022年4月25日、第12回閣僚会議の開催日程が6月12日から15日に決定された旨発表された
第12回閣僚会議は、2022年6月12日から16日までジュネーブで開催された。当初の予定では15日まであったが、16日まで延長され更に最終的な合意は17日となった。当初、総会を開催する予定であったカザフスタンと共催とされ、議長もカザフスタンが務めた。閣僚会議は、過剰な食料輸出制限の抑制や、乱獲につながる漁業補助金の規制で合意し、17日に閣僚宣言を含む「ジュネーブ・パッケージ」を採択した。なお、日本はこの会議に閣僚を派遣せず、細田経済産業副大臣、武部農林水産副大臣、三宅外務大臣政務官が出席するにとどまった。
2022年12月19日の一般理事会は、アラブ首長国連邦及びカメルーンの閣僚会議の開催を承認した。第13回閣僚会議は、2024年2月24日の週にアラブ首長国連邦のアブダビにおいて、第14回閣僚会議は、今後決定される日程によりカメルーンにおいて開催される。
第13回閣僚会議は、2024年2月26日から3月1日までアラブ首長国連邦のアブダビにおいて開催された。当初の予定では2月26日までであったが、3月1日まで延長され更に最終的な合意は3月2日となった。閣僚会議は、1998年以降、WTOにおいて継続して延長されてきた、電子的送信に対する関税不賦課モラトリアムについても、第13回閣僚会議まで延長することを決定し、アブダビ閣僚宣言を採択した。
その他の課題については、
1. 紛争解決制度改革については、2024年までに全ての加盟国が利用できる完全なかつよく機能する紛争解決制度の実現を目的として、議論を加速することに一致[25]
2. 農業分野の今後の作業計画や漁業補助金のルールについて合意には至らず、議論が継続[26]
3. 投資円滑化に資する投資措置の透明性、投資手続の簡素化等を規定する開発のための投資円滑化協定を世界貿易機関協定付属書4の複数国間協定にすることについて、インド及び南アフリカの反対[27]のため決定にいたらず、交渉参加国・地域の閣僚及び関連国際機関が参加し、投資円滑化協定の交渉終了を宣言し、協定文を公表する旨の閣僚宣言が発出されるにとどまった。

なお、日本はこの会議に閣僚を派遣せず、辻󠄀清人外務副大臣、武村展英農林水産副大臣及び上月良祐経済産業副大臣が出席するにとどまった。更に、辻󠄀清人外務副大臣は、会議2日目の27日に、アラブ首長国連邦を離れており、上月経済産業副大臣も、2月26日（月曜日）から29日（木曜日）まで第13回WTO閣僚会議に出席と発表されている。

#### 一般理事会
一般理事会（General Council）は、WTOのすべての加盟国の代表によって構成される組織で、閣僚会議と並列して存在する実務組織であり、閣僚会議の会合から会合の間、閣僚会議の任務を遂行する（WTO設立協定第4条2）。この下に各種組織が存在する。
- 紛争解決機関（Dispute Settlement Body、DSB）　　　　　　　　　　　　　　　　　　　　　　　　　　　　　　　　　　　　　　　　　　　　　　　　　　
WTO設立協定附属書二（紛争解決に係る規則及び手続に関する了解）第2条1に「この了解に定める規則及び手続並びに対象協定の協議及び紛争解決に関する規定を運用するため、この了解により紛争解決機関を設置する。」と規定されている。加盟国・地域同士の貿易上の紛争を解決するための準司法的な制度。[30]WTO設立協定第4条3では「一般理事会は、紛争解決了解に定める紛争解決機関としての任務を遂行するため、適当な場合に会合する。」と規定されており、一般理がDSBとしての機能を果たすこととなっている。「紛争解決委員会」とも呼ばれる。附属書二は、さらに以下の2機関の設置を定めている。
  - 小委員会（Panel） - 第6条で規定。「パネル」とも呼ばれる。紛争事件についての実質的な判断を行う（ただし、WTO協定上は、勧告又は裁定はDSB自体が行うとされている）。紛争事件の都度、3名（紛争当事国が合意する場合は5名）の委員が選出される（第8条5）。
  - 上級委員会（Appellate Body） - 第17条で規定。小委員会の上級審にあたる。7名の委員で構成されるが、事案の処理は事案毎に指定された3名で行う。任期は4年で1回に限り再任できる。

裁判の原告に当たる国・地域と、被告に当たる国・地域による協議で解決せずに小委員会(パネル)が設置されると、国際通商法の専門家らが「裁判官」となり審理を行う。「二審制」となっており、パネルの法律判断に異議がある場合は、上級委員会に上訴できる。パネル設置からパネル又は上級委員会の報告の採択までの平均期間は19ヶ月（最短7ヶ月、最長74ヶ月）である[31]。

- 貿易政策検討機関（Trade Policy Review Body、TPRB）
WTO設立協定附属書書三（貿易政策検討制度）Ｃ(i)において「貿易政策に関する検討を実施するため、貿易政策検討機関を設置する。」と規定されている。WTO設立協定第4条4では「一般理事会は、貿易政策検討制度に定める貿易政策検討機関としての任務を遂行するため、適当な場合に会合する。」とされており、一般理がTPRBとしての機能を果たすこととなっている。「貿易政策検討委員会」とも呼ばれる。

WTO設立協定第4条5に基づく理事会
WTO設立協定第4条5に基づく理事会。これらの理事会の構成員の地位は、すべての加盟国の代表に開放されている。
- 物品の貿易に関する理事会（Council for Trade in Goods）
物品の貿易に関する多角的協定（附属書一A）の実施を所管。「物品理事会」と略称される。
- サービスの貿易に関する理事会（Council for Trade in Services）
サービスの貿易に関する一般協定（GATS、附属書一B）の実施を所管。「サービス理事会」と略称される。
- 知的所有権の貿易関連の側面に関する理事会（Council for Trade-Related Aspects of Intellectual Property Rights）
知的所有権の貿易関連の側面に関する協定（TRIPS協定、附属書一C）の実施を所管。「TRIPS理事会」と略称される。

WTO設立協定第4条7に基づく委員会
WTO設立協定第4条7に基づく委員会。さらに一般理事会の決定を経て設置されている。これらの委員会の構成員の地位は、すべての加盟国の代表に開放されている。
- 貿易及び開発に関する委員会（Committee on Trade and Development）
一般理事会の決定[32]により設置。開発途上国の経済発展と貿易との関連等の項目についての検討を担当。
- 国際収支上の目的のための制限に関する委員会（Committee on Balance-of-Payments Restrictions）
一般理事会の決定[33]により設置。
- 予算、財政及び運営に関する委員会（Committee on Budget, Finance and Administration）
一般理事会の決定[34]により設置。

WTO協定附属書一Aの協定の実施を所管する委員会
以下、特に特記すべき場合以外、各協定における設置規定のみ掲げる。これらの委員会の構成は、次のとおりである。
1. 構成員の規定が協定にないもの
農業に関する委員会、衛生植物検疫措置に関する委員会
2. 各加盟国の代表で構成
貿易の技術的障害に関する委員会、ダンピング防止措置に関する委員会、関税評価に関する委員会、原産地規則に関する委員会、輸入許可に関する委員会、補助金及び相殺措置に関する委員会、漁業補助金に関する委員会
3. すべての加盟国に開放されているもの
貿易に関連する投資措置に関する委員会、セーフガードに関する委員会、貿易円滑化に関する協定
4. 各加盟国は、代表を出す権利を有すると規定されているもの
関税評価に関する技術委員会、原産地規則に関する技術委員会
5. 特別な構成
繊維・繊維製品監視機関は、議長1名と10名の構成員で構成される。構成員は、物品の貿易に関する理事会によって指名される加盟国によって、任命され、個人の資格で任務を遂行する。

- 農業に関する委員会（Committee on Agriculture）
農業に関する協定第17条。
- 衛生植物検疫措置に関する委員会（Committee on Sanitary and Phytosanitary Measures）
衛生植物検疫措置の適用に関する協定第12条1。
- 繊維・繊維製品監視機関(「TMB」)（Textiles Monitoring Body (“TMB”)）
繊維及び繊維製品(衣類を含む。)に関する協定第8条1。繊維及び繊維製品(衣類を含む。)に関する協定が2005年1月1日に終了したことに伴い廃止。
- 貿易の技術的障害に関する委員会（Committee on Technical Barriers to Trade）
貿易の技術的障害に関する協定第13条。
- 貿易に関連する投資措置に関する委員会（Committee on Trade-Related Investment Measures）
貿易に関連する投資措置に関する協定第17条。
- ダンピング防止措置に関する委員会（Committee on Anti-Dumping Practices）
千九百九十四年の関税及び貿易に関する一般協定第六条の実施に関する協定（アンチダンピング協定）第16条。
- 関税評価に関する委員会（Committee on Trade-Related Investment Measures）
千九百九十四年の関税及び貿易に関する一般協定第七条の実施に関する協定（関税評価協定）第18条1。
- 関税評価に関する技術委員会（Technical Committee on Customs Valuation）[注 5]
千九百九十四年の関税及び貿易に関する一般協定第七条の実施に関する協定（関税評価協定）第18条2。[注 6]
- 船積み前検査に関する協定（附属書一A）には、WTOの機関としての個別の委員会設置規定はない。第4条の規定により、船積み前検査の機関及び輸出者の紛争を解決するための独立の審査を運用するため、船積み前検査の機関を代表する団体（International Federation of Inspection Agencies (IFIA)　国際検査機関連盟）及び輸出者を代表する団体(International Chamber of Commerce (ICC)国際商工会議所）が共同で設置する独立の機関が設置されている[35]。
- 原産地規則に関する委員会（Committee on Rules of Origin）
原産地規則に関する協定第4条1。
- 原産地規則に関する技術委員会（Technical Committee on Rules of Origin）[注 7]
原産地規則に関する協定第4条2。協定第4部及び附属書1に定める技術的作業を実施する。[注 8]
- 輸入許可に関する委員会（Committee on Import Licensing）
輸入許可手続に関する協定第4条。
- 補助金及び相殺措置に関する委員会（Committee on Subsidies and Countervailing Measures）
補助金及び相殺措置に関する協定第24条1。
- 漁業補助金に関する委員会（Committee on Fisheries Subsidies）（協定発効時に設置）
漁業補助金に関する協定第9条1。
- セーフガードに関する委員会（Committee on Safeguards）
セーフガードに関する協定第13条。附属書一Aの協定の委員会のなかでこの委員会のみ「物品の貿易に関する理事会の権限の下」（under the authority of the Council for Trade in Goods）と規定されている。
- 貿易の円滑化に関する委員会（Committee on Trade Facilitation）
貿易円滑化に関する協定第23条1。

一般理事会の決定に基づく委員会
- 貿易と環境委員会（Committee on Trade and Environment）
一般理事会の決定[36]により設置。貿易と環境に関する国際的な議論の中心的なフォーラムであり、「多国間環境協定に規定される貿易措置とWTOの下での多角的自由貿易体制との関係」等の項目についての検討を担当。
- 市場アクセス委員会（Committee on Market Access）
一般理事会の決定[37]により設置。関税及び非関税措置に関する譲許の実施を監督（他のWTO機関の所管に属する場合を除く）。
- 地域貿易協定委員会（Committee on Regional Trade Agreements）
一般理事会の決定[38]により設置。地域貿易協定（FTA,EPA）の審査を担当。

以上の機関の名称は、WTO協定に直接規定のあるものは、官報で公布されたWTO設立協定の条文に基づく

### その他の機関
- 貿易交渉委員会
「Trade Negotiations Committee」（一般に貿易交渉委員会と訳される。略称：TNC）は、ドーハ開発ラウンドの開始にあたって、ドーハ閣僚宣言において設置が決定された。TNCは一般理事会の下に置かれている。
- 加盟作業部会（Working Party on the Accession)[注 9]
WTO加盟申請があった場合に設置される。加入審査を行い、加入議定書を作成する。部会のメンバーはなることを希望する加盟国である[注 10]。

附属書4の複数国間貿易協定に関する委員会
- 政府調達に関する委員会（Committee on Government Procurement）
政府調達に関する協定の実施を所管。
- 民間航空機貿易に関する委員会（Committee on Government Procurement）
民間航空機貿易に関する協定の実施を所管。

### 事務局長
協定の原文は Director-General。1965年3月までは書記局長 (Executive Secretary)。ここではGATTからの歴代を表示する。国名は出身国。
1. エリック・ウィンダム・ホワイト（Eric Wyndham White）（英国） 1948年–1968年
2. オリビエ・ロング（Olivier Long）（スイス） 1968年–1980年
3. アーサー・ダンケル（Arthur Dunkel）（スイス） 1980年–1993年
4. ピーター・サザーランド（Peter Sutherland（アイルランド） 1993年–1995年
5. レナート・ルジェロ（Renato Ruggiero）（イタリア） 1995年–1999年
6. マイク・ムーア（Mike Moore）（ニュージーランド） 1999年–2002年
7. スパチャイ・パニチャパック（Supachai Panitchpakdi）（タイ） 2002年–2005年
8. パスカル・ラミー（Pascal Lamy）（フランス） 2005年–2013年
9. ロベルト・アゼベド（Roberto Azevedo）（ブラジル） 2013年–2020年
10. ンゴジ・オコンジョ・イウェアラ（Ngozi Okonjo-Iweala）（ナイジェリア） 2021年3月1日-2029年

#### 2020-21年の事務局長選考
ロベルト・アゼベドは2020年8月末に任期を1年残して辞任した。2020年5月に早期辞任すると発表した後、新事務局長の選任手続が開始され、8名が新事務局長に名乗りを上げた。9月以降に候補者の絞り込みが行われ、新事務局長の選出までWTOの4人の副事務局長（DDG）のうちの1人は、事務局長代理となるが、4名のうち誰を事務局長代理にするか、加盟国の間でコンセンサスが得られなかったため、4つの副事務局長はすべて、新しい事務局長が就任するまで、引き続きそれぞれの担当の責任を果たすとされた。
2020年9月18日、事務局長選出の第一段階の選考が行われ、メキシコのヘスス・セアデ、エジプトのアブドゥル・ハミード・マムドゥ、モルドバのトゥドル・ウリアノブスキの3人が候補から除外され、ナイジェリアのンゴジ・オコンジョ＝イウェアラ、韓国の兪明希、ケニアのアミナ・モハメド、サウジアラビアのムハンマド・アル＝トワイジリ、イギリスのリアム・フォックスの5人が第二段階に進出した。第二段階の選考は9月24日から10月6日まで行われ、候補者の数を5人から2人まで絞り込まれ、最終段階の日程は、その後決定されるとされた。
2020年10月8日、9月24日から10月6日まで行われていた事務局長選出の第二段階の選考結果が公表され、ナイジェリアのンゴジ・オコンジョ＝イウェアラ、韓国の兪明希の2人が最終段階の選考に進出した。これにより、WTO史上初めての女性事務局長が誕生することが確実となった。最終段階の選考は、10月19日に始まり、10月27日まで行われた。
2020年10月28日、最終段階の選考でオコンジョ＝イウェアラが加盟国のコンセンサスが得られるもっとも高い候補者であると発表された。これに対して米国が異議を唱えており、11月9日の一般理事会で決着しない場合は、事務局長不在が長期化する可能性が指摘された。ＷＴＯの事務局長選考規定のパラ20は、コンセンサス方式による決定を行うことができない場合には、その時に決定される手続による最後の解決手段として投票に訴えることができるとしているものの、採決を行った場合の混乱を考慮すると採決を行うことが支持されない可能性もあり、米国大統領選後に決着を持ち越すと見られた。
結局、2020年11月6日、11月9日に予定していた最終決定のための一般理事会を延期する旨が発表された。延期理由については「公衆衛生や時事問題を含む理由（reasons including the health situation and current events）」とされている。報道では「新型コロナウイルス感染再拡大のほか、加盟国間の意見調整が難航していることも影響した可能性がある」（毎日新聞）とも報じられている。
2021年1月20日にジョー・バイデンがアメリカ合衆国大統領に就任し、2月5日に、兪明希が立候補を取下げ、またアメリカ合衆国通商代表部がオコンジョ＝イウェアラを強く支持することを表明したことで流れは決定的となった。2月15日に一般理事会はオコンジョ＝イウェアラを次期事務総長に選出し、半年間にも及ぶ空席にようやく終止符が打たれることとなった。2021年3月1日に就任し、任期は、2025年8月31日までとされた。

#### 2024年の事務局長選考
2025年8月31日のオコンジョイウェアラ事務局長の任期満了に伴う、事務局長選考は、2024年10月8日に開始された。11月8日の立候補締め切りまでに届出た候補者は、現職のオコンジョイウェアラ事務局長のみであった。これを受けて2024年11月28日〜29日に一般理事会の特別会合で、オコンジョイウェアラ博士のWTOの将来的なビジョンのプレゼンテーションが行われ、とメンバーとの質疑応答の後、理事会は全会一致で再任を決定した。任期は、2029年8月31日まで。立候補者が１名とはいえ、任期満了まで9月以上前に決定した理由として、トランプ次期米大統領から「横やり」が入らないよう、手続きを迅速化したという報道がある。

## WTO設立協定
世界貿易機関の設立について定めた国際条約は、正式名称を世界貿易機関を設立するマラケシュ協定といい、通常WTO設立協定またはWTO協定と呼ばれている。WTO設立協定は本体および附属書に含まれる各種協定からなる。
附属書は1から4まである。うち附属書1〜3はWTO設立協定と一括受諾の対象とされており、WTO加盟国となるためには附属書1〜3の全ても受諾しなければならない。附属書4は一括受諾の対象ではなく、受諾国間でのみ効力を有する。
- 附属書1
  - 附属書1A 物品の貿易に関する多角的協定
    - (A) 1994年の関税及び貿易に関する一般協定（1994年のGATT）
      - 1947年の関税及び貿易に関する一般協定
      - 1947年の関税及び貿易に関する一般協定の下で効力を生じた法的文書
      - 解釈了解
      - 1994年の関税及び貿易に関する一般協定のマラケシュ議定書
      - 譲許表

    - (B) 農業に関する協定
    - (C) 衛生植物検疫措置の適用に関する協定（通称 SPS協定）
    - (D) 繊維及び繊維製品（衣類を含む。）に関する協定（通称繊維協定、2004年末に終了）
    - (E) 貿易の技術的障害に関する協定（通称TBT協定）
    - (F) 貿易に関連する投資措置に関する協定（通称TRIMs協定）
    - (G) 1994年の関税及び貿易に関する一般協定第6条の実施に関する協定（通称アンチダンピング協定）
    - (H) 1994年の関税及び貿易に関する一般協定第7条の実施に関する協定（通称関税評価協定）
    - (I) 船積み前検査に関する協定
    - (J) 原産地規則に関する協定
    - (K) 輸入許可手続に関する協定
    - (L) 補助金及び相殺措置に関する協定
    - (M) 漁業補助金に関する協定（未発効）
    - (N) セーフガードに関する協定
    - (O) 貿易の円滑化に関する協定

  - 附属書1B サービスの貿易に関する一般協定（略称GATS）
  - 附属書1C 知的所有権の貿易関連の側面に関する協定（通称TRIPS協定）
- 附属書2 紛争解決に係る規則及び手続に関する了解（通称紛争解決了解）
- 附属書3 貿易政策審査制度
- 附属書4 複数国間貿易協定
  - (A) 民間航空機貿易に関する協定
  - (B) 政府調達に関する協定
- 過去に附属書4の協定だったもの。失効にともないWTO協定第10条9に基づく一般理事会[注 11]の1997年12月10日決定[59]により附属書4から削除された。
  - (C) 国際酪農品協定（1997年末に終了）
  - (D) 国際牛肉協定（1997年末に終了）

## WTO協定の改正

### 改正手続
WTO協定の改正については、協定第10条に規定されている。
1. 改正案をすべての加盟国が受諾したときに発効するもの（第2項）。
a. WTO協定第9条、第10条
b. 1994年のガットの第1条及び第2条
c. サービス貿易一般協定第2条1
d. 貿易関連知的所有権協定第4条
2. 改正案を加盟国の3分の2が受諾した時に当該改正を受諾した加盟国について効力を生じ、その後は、その他の各加盟国について、それぞれによる受諾の時に効力を生ずるもの（第3項、第5項）
a. WTO協定（本体）又は附属書1A及び附属書1Cの多角的貿易協定の改正(1及び4に規定する規定の改正を除く。)であって、加盟国の権利及び義務を変更する性質のもの
b. サービス貿易一般協定の第一部から第三部までの規定及び同協定の各附属書
3. 改正案を加盟国の3分の2が受諾した時にすべての加盟国について効力を生ずるもの（第4項、第5項）
a.  WTO協定（本体）又は附属書1A及び附属書1Cの多角的貿易協定の改正(1及び4に規定する規定の改正を除く。)であって、加盟国の権利及び義務を変更しない性質のもの
b. サービス貿易一般協定の第四部から第六部までの規定及び同協定の各附属書[注 12]
4. 閣僚会議が採択のみで、その後の正式な受諾の手続を要しない（第6項）
TRIPS協定の改正であって同協定第71条2の要件を満たすもの
5. 閣僚会議が承認した時にすべての加盟国について効力を生ずるもの（第8項）
附属書第2及び第3
6. 附属書第4の複数国間貿易協定の改正については、当該協定の定めるところによる（第10項）

### 改正状況
WTO発足以来、閣僚会議で採択された協定の改正は次の4つであり、漁業補助金協定以外はいずれも発効している。

#### TRIPS協定の改正
開発途上国における公衆の健康の問題に対処するため、特許権者以外の者が感染症に関する医薬品を生産し、これら諸国に輸出することを可能とするよう、加盟国がこのような生産等を認めるための条件を緩和する規定（第31条の2）を追加する。
- 2005年12月6日に一般理事会で採択。
- 2017年1月23日に、受諾が改正発効に必要な全加盟国の3分の2を超え、同日改正が発効した[60][61]。
- 受諾国 - 114か国+EU（WTO加盟国中、未受諾27か国。2024年11月5日現在）[62]
(注) EUによるTRIPS協定改正の受諾は、EU及びその加盟国を拘束する。なお、クロアチアは、EU加盟前にTRIPS協定改正を受諾している。イギリスは、EUから離脱し移行期間が2020年12月31日で終了した後、再度個別の加盟国として改正を受諾した[63]。

#### 貿易円滑化協定の追加
税関手続の透明性の向上及び迅速化等のため、WTO協定を改正し、貿易の円滑化に関する協定を追加するものである。
- 2004年11月、WTOドーハ・ラウンド交渉の一分野として貿易の円滑化に関する交渉を開始
- 2013年12月、第9回WTO閣僚会議において貿易の円滑化に関する協定について合意（バリ合意の一部）
- 2014年11月27日に一般理事会で貿易円滑化協定協定をWTO協定に追加するための改正議定書を採択
- 2017年2月22日にチャド、ヨルダン、オマーン及びルワンダが受諾した結果、受諾国が84か国になり、EU加盟国28か国（EUは2015年10月5日に受諾）を加えた112か国が受諾したことになり、改正発効に必要な全加盟国の3分の2に達したため、同日改正が発効した[64][65]。
- 受諾国 - 133か国+EU（WTO加盟国中、未受諾5か国。2025年7月11日現在）[66]。未受諾国：ハイチ、モーリタニア、スリナム、トンガ、イエメン
(注) EUによる貿易円滑化協定の受諾は、EU及びその加盟国を拘束する。改正発効に必要な受諾数の算定においては、EUの受諾はWTOの加盟国であるEU加盟国の数に等しい数の加盟国による受諾として算入する[注 14]。（WTO協定改正議定書パラ4）。EU加盟国の受諾日はEUの受諾日である。なおイギリスについては、離脱協定による移行期間内は、EU加盟国とみなされていたが、移行期間が2020年12月31日で終了した後、再度個別の加盟国として協定を受諾した[67]。

#### 漁業補助金協定の追加
海洋水産資源の持続可能な利用と保全のため、有害な漁業補助金を禁止するため、WTO協定を改正し、漁業補助金協定を追加するものである。
- 2001年、WTOドーハ・ラウンド交渉の一分野として漁業補助金開始[68]。
- 2015年、「持続可能な開発目標（SDGs）」が国連で採択され、目標14.6で、2020年までの特定の形の漁業補助金の禁止が掲げられたことで交渉がが加速。SDGs（持続的開発⽬標）において、過剰漁獲能⼒や過剰漁獲につながる漁業補助⾦の禁⽌等を規定。これを契機に交渉が活性化[68]。
- 2019年11⽉、日本、EU、韓国、台湾が共同提案を提出[68]。
- 2021年11⽉、議⻑テキストの第5改訂版が提⽰[68]。
- 2022年6月17日、第12回WTO閣僚会議で漁業補助金協定をWTO協定に追加するための改正議定書[69]を採択[70]
- 2023年1月20日、スイスが初めての受諾国となった[71]。
- 受諾国 - 107か国+EU(2025年8月6日現在）[72]
(注) EUによる漁業補助金協定の受諾は、EU及びその加盟国を拘束する。改正発効に必要な受諾数の算定においては、EUの受諾はWTOの加盟国であるEU加盟国の数に等しい数の加盟国による受諾として算入する[注 15]

#### 附属書3貿易政策検討制度の改正
WTO協定附属書3により加盟国の貿易政策・慣行につき透明性を確保し、理解を深める観点から、加盟国の貿易政策等についての質疑応答を中心とする貿易審査会合を定期的に行うことになっている。この制度を貿易政策検討制度（TPRM：Trade Policy Review Mechanism）といい、審査の周期は、
最大の影響力を有する4の加盟国(欧州共同体は、１の加盟国として取り扱う。)は、2年
次の16の加盟国は、4年
その他の加盟国は、後発開発途上加盟国について一層長い期間が定められる場合を除くほか、6年
となっていたが、加盟国の増加により審査の運営が逼迫している状況に鑑みこれをそれぞれ3年、5年、7年に延長するもので2017年7月26日に一般理事会で採択され、2017年9月14日に各加盟国に通報された。改正は決定の第2項により2019年1月1日に発効した。なお附属書3の改正は閣僚会議が承認した時にすべての加盟国について効力を生ずるものとなっており個別の受諾を要しない。

### 改正の受諾状況
| 加盟国・地域                     | WTO加盟日      | TRIPS協定改正受諾日 | WTO文書       | 貿易円滑化協定受諾日 | WTO文書     | 漁業補助金協定受諾日 | WTO文書     |
| -------------------------------- | -------------- | ------------------- | ------------- | -------------------- | ----------- | -------------------- | ----------- |
| アンティグア・バーブーダ         | 1995年1月1日   | 2021年5月12日       | WT/Let/1551   | 2017年11月27日       | WT/Let/1325 | 2025年4月3日         | WT/Let/1734 |
| アルゼンチン                     | 1995年1月1日   | 2011年10月20日      | WT/Let/830    | 2018年1月22日        | WT/Let/1332 | 2025年7月22日        | WT/Let/1758 |
| オーストラリア                   | 1995年1月1日   | 2007年9月12日       | WT/Let/593    | 2015年6月8日         | WT/Let/1043 | 2023年10月23日       | WT/Let/1634 |
| オーストリア                     | 1995年1月1日   | 2007年11月30日      | WT/Let/608    | 2015年10月5日        | WT/Let/1090 | 2023年6月7日         | WT/Let/1618 |
| バーレーン                       | 1995年1月1日   | 2009年8月4日        | WT/Let/652    | 2016年9月23日        | WT/Let/1199 | 2025年4月28日        | WT/Let/1740 |
| バングラデシュ                   | 1995年1月1日   | 2011年3月15日       | WT/Let/758    | 2016年9月27日        | WT/Let/1201 |                      |             |
| バルバドス                       | 1995年1月1日   | 2020年4月1日        | WT/Let/1466   | 2018年1月31日        | WT/Let/1336 | 2024年2月14日        | WT/Let/1653 |
| ベルギー                         | 1995年1月1日   | 2007年11月30日      | WT/Let/608    | 2015年10月5日        | WT/Let/1090 | 2023年6月7日         | WT/Let/1618 |
| ベリーズ                         | 1995年1月1日   | 2016年9月15日       | WT/Let/1197   | 2015年9月1日         | WT/Let/1077 | 2023年6月16日        | WT/Let/1616 |
| ベネズエラ                       | 1995年1月1日   |                     |               | 2024年6月11日        | WT/Let/1705 |                      |             |
| ブラジル                         | 1995年1月1日   | 2008年11月13日      | WT/Let/636    | 2016年3月29日        | WT/Let/1151 |                      |             |
| ブルネイ                         | 1995年1月1日   | 2015年4月10日       | WT/Let/1037   | 2015年12月15日       | WT/Let/1111 | 2024年2月26日        | WT/Let/1658 |
| カナダ                           | 1995年1月1日   | 2009年6月16日       | WT/Let/646    | 2016年12月16日       | WT/Let/1125 | 2023年5月2日         | WT/Let/1607 |
| チリ                             | 1995年1月1日   | 2013年7月26日       | WT/Let/888    | 2016年11月21日       | WT/Let/1214 | 2023年12月12日       | WT/Let/1645 |
| コスタリカ                       | 1995年1月1日   | 2011年12月8日       | WT/Let/838    | 2017年5月1日         | WT/Let/1256 | 2024年11月15日       | WT/Let/1722 |
| コートジボワール                 | 1995年1月1日   | 2018年5月7日        | WT/Let/1353   | 2015年12月8日        | WT/Let/1255 | 2023年10月23日       | WT/Let/1635 |
| チェコ                           | 1995年1月1日   | 2007年11月30日      | WT/Let/608    | 2015年10月5日        | WT/Let/1090 | 2023年6月7日         | WT/Let/1618 |
| デンマーク                       | 1995年1月1日   | 2007年11月30日      | WT/Let/608    | 2015年10月5日        | WT/Let/1090 | 2023年6月7日         | WT/Let/1618 |
| ドミニカ国                       | 1995年1月1日   | 2016年11月28日      | WT/Let/1219   | 2016年11月28日       | WT/Let/1218 | 2024年2月14日        | WT/Let/1654 |
| エスワティニ                     | 1995年1月1日   | 2022年5月23日       | WT/Let/1579   | 2016年11月21日       | WT/Let/1215 |                      |             |
| 欧州連合                         | 1995年1月1日   | 2007年11月30日      | WT/Let/608    | 2015年10月5日        | WT/Let/1090 | 2023年6月7日         | WT/Let/1618 |
| フィンランド                     | 1995年1月1日   | 2007年11月30日      | WT/Let/608    | 2015年10月5日        | WT/Let/1090 | 2023年6月7日         | WT/Let/1618 |
| フランス                         | 1995年1月1日   | 2007年11月30日      | WT/Let/608    | 2015年10月5日        | WT/Let/1090 | 2023年6月7日         | WT/Let/1618 |
| ガボン                           | 1995年1月1日   | 2017年11月23日      | WT/Let/1324   | 2016年12月5日        | WT/Let/1222 | 2023年7月12日        | WT/Let/1626 |
| ドイツ                           | 1995年1月1日   | 2007年11月30日      | WT/Let/608    | 2015年10月5日        | WT/Let/1090 | 2023年6月7日         | WT/Let/1618 |
| ガーナ                           | 1995年1月1日   |                     |               | 2017年1月4日         | WT/Let/1229 | 2025年7月2日         | WT/Let/1752 |
| ギリシャ                         | 1995年1月1日   | 2007年11月30日      | WT/Let/608    | 2015年10月5日        | WT/Let/1090 | 2023年6月7日         | WT/Let/1618 |
| ガイアナ                         | 1995年1月1日   |                     |               | 2015年11月30日       | WT/Let/1102 |                      |             |
| ホンジュラス                     | 1995年1月1日   | 2011年12月16日      | WT/Let/843    | 2016年7月14日        | WT/Let/1179 |                      |             |
| 香港                             | 1995年1月1日   | 2007年11月27日      | WT/Let/606    | 2014年12月8日        | WT/Let/1025 | 2023年8月21日        | WT/Let/1629 |
| ハンガリー                       | 1995年1月1日   | 2007年11月30日      | WT/Let/608    | 2015年10月5日        | WT/Let/1090 | 2023年6月7日         | WT/Let/1618 |
| アイスランド                     | 1995年1月1日   | 2015年10月12日      | WT/Let/1088   | 2016年10月31日       | WT/Let/1209 | 2023年5月10日        | WT/Let/1609 |
| インド                           | 1995年1月1日   | 2007年3月26日       | WT/Let/572    | 2016年4月22日        | WT/Let/1154 |                      |             |
| インドネシア                     | 1995年1月1日   | 2011年10月20日      | WT/Let/831    | 2017年12月5日        | WT/Let/1327 |                      |             |
| アイルランド                     | 1995年1月1日   | 2007年11月30日      | WT/Let/608    | 2015年10月5日        | WT/Let/1090 | 2023年6月7日         | WT/Let/1618 |
| イタリア                         | 1995年1月1日   | 2007年11月30日      | WT/Let/608    | 2015年10月5日        | WT/Let/1090 | 2023年6月7日         | WT/Let/1618 |
| 日本                             | 1995年1月1日   | 2007年8月31日       | WT/Let/592    | 2015年6月1日         | WT/Let/1042 | 2023年7月3日         | WT/Let/1625 |
| ケニア                           | 1995年1月1日   | 2015年7月21日       | WT/Let/1052   | 2015年12月10日       | WT/Let/1109 |                      |             |
| クウェート                       | 1995年1月1日   |                     |               | 2018年4月25日        | WT/Let/1352 | 2024年10月22日       | WT/Let/1719 |
| ルクセンブルク                   | 1995年1月1日   | 2007年11月30日      | WT/Let/608    | 2015年10月5日        | WT/Let/1090 | 2023年6月7日         | WT/Let/1618 |
| マカオ                           | 1995年1月1日   | 2009年6月16日       | WT/Let/645    | 2016年4月11日        | WT/Let/1148 | 2023年10月19日       | WT/Let/1632 |
| マレーシア                       | 1995年1月1日   | 2015年12月10日      | WT/Let/1108   | 2015年5月26日        | WT/Let/1041 | 2024年2月26日        | WT/Let/1660 |
| マルタ                           | 1995年1月1日   | 2007年11月30日      | WT/Let/608    | 2015年10月5日        | WT/Let/1090 | 2023年6月7日         | WT/Let/1618 |
| モーリシャス                     | 1995年1月1日   | 2008年4月16日       | WT/Let/619    | 2015年3月5日         | WT/Let/1033 | 2024年5月13日        | WT/Let/1700 |
| メキシコ                         | 1995年1月1日   | 2008年5月23日       | WT/Let/620    | 2016年7月26日        | WT/Let/1183 |                      |             |
| モロッコ                         | 1995年1月1日   | 2008年12月2日       | WT/Let/638    | 2019年5月14日        | WT/Let/1435 |                      |             |
| ミャンマー                       | 1995年1月1日   | 2015年12月16日      | WT/Let/1114   | 2015年12月16日       | WT/Let/1113 |                      |             |
| ナミビア                         | 1995年1月1日   | 2023年4月5日        | WT/Let/1604   | 2018年2月9日         | WT/Let/1339 |                      |             |
| オランダ                         | 1995年1月1日   | 2007年11月30日      | WT/Let/608    | 2015年10月5日        | WT/Let/1090 | 2023年6月7日         | WT/Let/1618 |
| ニュージーランド                 | 1995年1月1日   | 2011年10月21日      | WT/Let/832    | 2015年9月29日        | WT/Let/1082 | 2023年9月6日         | WT/Let/1630 |
| ナイジェリア                     | 1995年1月1日   | 2017年1月16日       | WT/Let/1235   | 2017年1月16日        | WT/Let/1237 | 2023年6月12日        | WT/Let/1615 |
| ノルウェー                       | 1995年1月1日   | 2007年2月5日        | WT/Let/563    | 2015年12月16日       | WT/Let/1115 | 2024年2月26日        | WT/Let/1661 |
| パキスタン                       | 1995年1月1日   | 2010年2月8日        | WT/Let/664    | 2015年10月27日       | WT/Let/1092 | 2025年3月20日        | WT/Let/1733 |
| パラグアイ                       | 1995年1月1日   | 2018年7月4日        | WT/Let/1380   | 2016年3月1日         | WT/Let/1136 |                      |             |
| ペルー                           | 1995年1月1日   | 2016年9月13日       | WT/Let/1196   | 2016年7月27日        | WT/Let/1185 | 2023年7月19日        | WT/Let/1627 |
| フィリピン                       | 1995年1月1日   | 2007年3月30日       | WT/Let/573    | 2016年10月27日       | WT/Let/1208 | 2024年2月27日        | WT/Let/1666 |
| ポルトガル                       | 1995年1月1日   | 2007年11月30日      | WT/Let/608    | 2015年10月5日        | WT/Let/1090 | 2023年6月7日         | WT/Let/1618 |
| 大韓民国                         | 1995年1月1日   | 2007年1月24日       | WT/Let/558    | 2015年7月30日        | WT/Let/1062 | 2023年10月23日       | WT/Let/1637 |
| ルーマニア                       | 1995年1月1日   | 2007年11月30日      | WT/Let/608    | 2015年10月5日        | WT/Let/1090 | 2023年6月7日         | WT/Let/1618 |
| セントルシア                     | 1995年1月1日   | 2016年5月2日        | WT/Let/1156   | 2015年12月8日        | WT/Let/1106 | 2023年10月23日       | WT/Let/1638 |
| セントビンセント・グレナディーン | 1995年1月1日   | 2017年5月9日        | WT/Let/1258   | 2017年1月9日         | WT/Let/1232 |                      |             |
| セネガル                         | 1995年1月1日   | 2011年1月18日       | WT/Let/753    | 2016年8月24日        | WT/Let/1193 | 2024年2月14日        | WT/Let/1655 |
| シンガポール                     | 1995年1月1日   | 2007年9月28日       | WT/Let/594    | 2015年1月8日         | WT/Let/1028 | 2023年2月10日        | WT/Let/1602 |
| スロバキア                       | 1995年1月1日   | 2007年11月30日      | WT/Let/608    | 2015年10月5日        | WT/Let/1090 | 2023年6月7日         | WT/Let/1618 |
| 南アフリカ共和国                 | 1995年1月1日   | 2016年2月23日       | WT/Let/1134   | 2017年11月30日       | WT/Let/1326 | 2024年3月1日         | WT/Let/1689 |
| スペイン                         | 1995年1月1日   | 2007年11月30日      | WT/Let/608    | 2015年10月5日        | WT/Let/1090 | 2023年6月7日         | WT/Let/1618 |
| スリランカ                       | 1995年1月1日   | 2015年9月9日        | WT/Let/1080   | 2016年5月31日        | WT/Let/1166 | 2025年8月6日         | WT/Let/1759 |
| スリナム                         | 1995年1月1日   |                     |               |                      |             |                      |             |
| スウェーデン                     | 1995年1月1日   | 2007年11月30日      | WT/Let/608    | 2015年10月5日        | WT/Let/1090 | 2023年6月7日         | WT/Let/1618 |
| タンザニア                       | 1995年1月1日   | 2016年3月14日       | WT/Let/1139   | 2020年4月8日         | WT/Let/1467 |                      |             |
| タイ                             | 1995年1月1日   | 2016年1月28日       | WT/Let/1132   | 2015年10月5日        | WT/Let/1087 |                      |             |
| ウガンダ                         | 1995年1月1日   | 2010年7月12日       | WT/Let/678    | 2018年6月27日        | WT/Let/1366 |                      |             |
| イギリス                         | 1995年1月1日   | 2007年11月30日      | WT/Let/608    | 2015年10月5日        | WT/Let/1090 | 2023年12月13日       | WT/Let/1646 |
| アメリカ合衆国                   | 1995年1月1日   | 2005年12月17日      | WT/Let/506    | 2015年1月23日        | WT/Let/1029 | 2023年4月14日        | WT/Let/1606 |
| ウルグアイ                       | 1995年1月1日   | 2014年7月31日       | WT/Let/984    | 2016年8月30日        | WT/Let/1194 | 2024年2月14日        | WT/Let/1655 |
| ザンビア                         | 1995年1月1日   | 2009年8月10日       | WT/Let/651    | 2015年12月16日       | WT/Let/1116 | 2025年7月14日        | WT/Let/1756 |
| トリニダード・トバゴ             | 1995年3月1日   | 2013年9月19日       | WT/Let/894    | 2015年7月29日        | WT/Let/1061 |                      |             |
| ジンバブエ                       | 1995年3月5日   |                     |               | 2018年10月17日       | WT/Let/1414 |                      |             |
| ドミニカ共和国                   | 1995年3月9日   | 2013年5月23日       | WT/Let/884    | 2017年2月28日        | WT/Let/1244 |                      |             |
| ジャマイカ                       | 1995年3月9日   |                     |               | 2016年1月19日        | WT/Let/1127 |                      |             |
| トルコ                           | 1995年3月26日  | 2014年5月14日       | WT/Let/949    | 2016年3月16日        | WT/Let/1143 | 2024年2月26日        | WT/Let/1665 |
| チュニジア                       | 1995年3月29日  | 2024年10月2日       | WT/Let/1715   | 2020年7月17日        | WT/Let/1470 |                      |             |
| キューバ                         | 1995年4月20日  | 2018年6月6日        | WT/Let/1437   | 2017年3月12日        | WT/Let/1349 | 2023年10月23日       | WT/Let/1636 |
| イスラエル                       | 1995年4月21日  | 2007年8月10日       | WT/Let/582    | 2017年12月8日        | WT/Let/1328 | 2025年1月22日        | WT/Let/1725 |
| コロンビア                       | 1995年4月30日  | 2009年8月7日        | WT/Let/650    | 2020年8月6日         | WT/Let/1472 | 2025年3月19日        | WT/Let/1732 |
| エルサルバドル                   | 1995年5月7日   | 2006年9月19日       | WT/Let/548    | 2016年7月4日         | WT/Let/1178 |                      |             |
| ボツワナ                         | 1995年5月31日  | 2014年6月18日       | WT/Let/953    | 2015年6月18日        | WT/Let/1044 | 2023年10月23日       | WT/Let/1639 |
| 中央アフリカ共和国               | 1995年5月31日  | 2014年1月13日       | WT/Let/920    | 2018年1月11日        | WT/Let/1330 |                      |             |
| ジブチ                           | 1995年5月31日  |                     |               | 2018年3月5日         | WT/Let/1343 |                      |             |
| ギニアビサウ                     | 1995年5月31日  |                     |               | 2022年9月20日        | WT/Let/1584 |                      |             |
| レソト                           | 1995年5月31日  | 2016年1月4日        | WT/Let/1122   | 2016年1月4日         | WT/Let/1121 | 2025年5月20日        | WT/Let/1748 |
| マラウイ                         | 1995年5月31日  | 2017年7月24日       | WT/Let/1272   | 2017年7月12日        | WT/Let/1271 | 2025年5月28日        | WT/Let/1746 |
| モルディブ                       | 1995年5月31日  | 2020年4月20日       | WT/Let/1576   | 2019年10月1日        | WT/Let/1447 |                      |             |
| マリ                             | 1995年5月31日  | 2016年1月1日        | WT/Let/1129   | 2016年1月20日        | WT/Let/1128 |                      |             |
| モーリタニア                     | 1995年5月31日  |                     |               |                      |             |                      |             |
| トーゴ                           | 1995年5月31日  | 2012年3月13日       | WT/Let/848    | 2015年10月1日        | WT/Let/1086 | 2024年2月26日        | WT/Let/1664 |
| ブルキナファソ                   | 1995年6月3日   |                     |               | 2018年9月21日        | WT/Let/1404 | 2024年10月16日       | WT/Let/1718 |
| エジプト                         | 1995年6月30日  | 2008年4月18日       | WT/Let/617    | 2019年6月24日        | WT/Let/1439 |                      |             |
| ポーランド                       | 1995年7月1日   | 2007年11月30日      | WT/Let/608    | 2015年10月5日        | WT/Let/1090 | 2023年6月7日         | WT/Let/1618 |
| スイス                           | 1995年7月1日   | 2006年9月13日       | WT/Let/547    | 2015年9月2日         | WT/Let/1076 | 2023年1月20日        | WT/Let/1601 |
| グアテマラ                       | 1995年7月21日  |                     |               | 2017年3月8日         | WT/Let/1246 | 2025年3月10日        | WT/Let/1731 |
| ブルンジ                         | 1995年7月23日  | 2019年12月12日      | WT/Let/1455   | 2019年12月12日       | WT/Let/1454 |                      |             |
| シエラレオネ                     | 1995年7月23日  | 2017年3月21日       | WT/Let/1248   | 2017年5月5日         | WT/Let/1257 | 2024年7月19日        | WT/Let/1708 |
| キプロス                         | 1995年7月30日  | 2007年11月30日      | WT/Let/608    | 2015年10月5日        | WT/Let/1090 | 2023年6月7日         | WT/Let/1618 |
| スロベニア                       | 1995年7月30日  | 2007年11月30日      | WT/Let/608    | 2015年10月5日        | WT/Let/1090 |                      |             |
| モザンビーク                     | 1995年8月26日  |                     |               | 2017年1月6日         | WT/Let/1230 |                      |             |
| リヒテンシュタイン               | 1995年9月1日   | 2017年1月23日       | WT/Let/1235   | 2015年9月18日        | WT/Let/1081 |                      |             |
| ニカラグア                       | 1995年9月3日   | 2010年1月25日       | WT/Let/663    | 2015年8月4日         | WT/Let/1063 | 2025年6月2日         | WT/Let/1747 |
| ボリビア                         | 1995年9月12日  | 2018年1月30日       | WT/Let/1334   | 2018年1月30日        | WT/Let/1335 |                      |             |
| ギニア                           | 1995年10月25日 | 2018年2月15日       | WT/Let/1340   | 2019年10月24日       | WT/Let/1451 |                      |             |
| マダガスカル                     | 1995年11月17日 | 2017年11月9日       | WT/Let/1321   | 2016年6月20日        | WT/Let/1172 |                      |             |
| カメルーン                       | 1995年12月13日 |                     |               | 2018年11月30日       | WT/Let/1421 | 2024年12月16日       | WT/Let/1723 |
| カタール                         | 1996年1月13日  | 2016年4月6日        | WT/Let/1147   | 2017年6月12日        | WT/Let/1266 | 2024年5月22日        | WT/Let/1703 |
| フィジー                         | 1996年1月14日  | 2017年5月1日        | WT/Let/1254   | 2017年5月1日         | WT/Let/1255 | 2023年10月24日       | WT/Let/1640 |
| エクアドル                       | 1996年1月21日  | 2022年3月8日        | WT/Let/1562   | 2019年1月15日        | WT/Let/1424 | 2024年10月9日        | WT/Let/1716 |
| ハイチ                           | 1996年1月30日  |                     |               |                      |             | 2024年2月21日        | WT/Let/1657 |
| セントクリストファー・ネイビス   | 1996年2月21日  | 2015年7月27日       | WT/Let/1055   | 2016年6月17日        | WT/Let/1170 |                      |             |
| ベナン                           | 1996年2月22日  | 2016年11月23日      | WT/Let/1216   | 2018年3月28日        | WT/Let/1350 | 2024年7月19日        | WT/Let/1707 |
| グレナダ                         | 1996年2月22日  | 2015年12月8日       | WT/Let/1107   | 2015年12月8日        | WT/Let/1105 |                      |             |
| アラブ首長国連邦                 | 1996年4月10日  | 2017年1月23日       | WT/Let/1235   | 2016年4月18日        | WT/Let/1149 | 2023年5月16日        | WT/Let/1610 |
| ルワンダ                         | 1996年5月22日  | 2011年12月12日      | WT/Let/839    | 2017年2月22日        | WT/Let/1240 | 2024年2月26日        | WT/Let/1661 |
| パプアニューギニア               | 1996年6月9日   | 2016年6月22日       | WT/Let/1173   | 2018年3月7日         | WT/Let/1347 |                      |             |
| ソロモン諸島                     | 1996年7月26日  |                     |               | 2022年4月14日        | WT/Let/1568 |                      |             |
| チャド                           | 1996年10月19日 |                     |               | 2017年2月22日        | WT/Let/1240 | 2024年2月26日        | WT/Let/1659 |
| ガンビア                         | 1996年10月23日 | 2020年10月20日      | WT/Let/1475   | 2017年7月11日        | WT/Let/1270 | 2023年12月13日       | WT/Let/1647 |
| アンゴラ                         | 1996年11月23日 |                     |               | 2019年4月9日         | WT/Let/1431 |                      |             |
| ブルガリア                       | 1996年12月1日  | 2007年11月30日      | WT/Let/608    | 2015年10月5日        | WT/Let/1090 | 2023年6月7日         | WT/Let/1618 |
| ニジェール                       | 1996年12月13日 | 2020年3月12日       | WT/Let/1465   | 2015年8月6日         | WT/Let/1064 |                      |             |
| コンゴ民主共和国                 | 1997年1月1日   |                     |               | 2021年7月11日        | WT/Let/1755 | 2021年7月11日        | WT/Let/1754 |
| モンゴル                         | 1997年1月29日  | 2010年9月17日       | WT/Let/684    | 2016年11月28日       | WT/Let/1217 |                      |             |
| コンゴ                           | 1997年3月27日  |                     |               | 2017年10月7日        | WT/Let/1279 |                      |             |
| パナマ                           | 1997年9月6日   | 2011年11月24日      | WT/Let/837    | 2015年11月17日       | WT/Let/1100 | 2015年6月12日        | WT/Let/1750 |
| キルギス                         | 1998年12月20日 | 2018年2月6日        | WT/Let/1338   | 2016年12月6日        | WT/Let/1223 |                      |             |
| ラトビア                         | 1999年2月10日  | 2007年11月30日      | WT/Let/608    | 2015年10月5日        | WT/Let/1090 | 2023年6月7日         | WT/Let/1618 |
| エストニア                       | 1999年11月13日 | 2007年11月30日      | WT/Let/608    | 2015年10月5日        | WT/Let/1090 | 2023年6月7日         | WT/Let/1618 |
| ヨルダン                         | 2000年4月11日  | 2008年8月6日        | WT/Let/630    | 2017年2月22日        | WT/Let/1240 | 2024年7月23日        | WT/Let/1709 |
| ジョージア                       | 2000年6月14日  | 2018年11月21日      | WT/Let/1420tr | 2016年1月4日         | WT/Let/1123 | 2025年5月19日        | WT/Let/1741 |
| アルバニア                       | 2000年9月8日   | 2009年1月28日       | WT/Let/639    | 2016年5月10日        | WT/Let/1161 | 2023年10月23日       | WT/Let/1633 |
| オマーン                         | 2000年11月9日  | 2017年3月1日        | WT/Let/1245   | 2017年2月22日        | WT/Let/1240 |                      |             |
| クロアチア                       | 2000年11月30日 | 2010年12月6日       | WT/Let/747    | 2015年10月5日        | WT/Let/1090 | 2023年6月7日         | WT/Let/1618 |
| リトアニア                       | 2001年5月31日  | 2007年11月30日      | WT/Let/608    | 2015年10月5日        | WT/Let/1090 | 2023年6月7日         | WT/Let/1618 |
| モルドバ                         | 2001年7月26日  | 2015年7月7日        | WT/Let/1048   | 2016年6月24日        | WT/Let/1175 | 2025年4月8日         | WT/Let/1735 |
| 中華人民共和国                   | 2001年12月11日 | 2007年11月28日      | WT/Let/607    | 2015年9月4日         | WT/Let/1078 | 2023年6月27日        | WT/Let/1624 |
| 台湾・澎湖・金門・馬祖           | 2002年1月11日  | 2012年7月31日       | WT/Let/870    | 2015年8月17日        | WT/Let/1069 | 2025年2月18日        | WT/Let/1729 |
| アルメニア                       | 2003年2月5日   | 2024年11月5日       | WT/Let/1720   | 2017年3月20日        | WT/Let/1247 |                      |             |
| 北マケドニア                     | 2003年4月4日   | 2010年3月16日       | WT/Let/671    | 2015年10月19日       | WT/Let/1091 | 2025年2月28日        | WT/Let/1730 |
| ネパール                         | 2004年4月23日  | 2016年3月11日       | WT/Let/1138   | 2017年1月24日        | WT/Let/1238 |                      |             |
| カンボジア                       | 2004年10月13日 | 2011年11月1日       | WT/Let/833    | 2016年2月12日        | WT/Let/1133 | 2024年5月6日         | WT/Let/1395 |
| サウジアラビア                   | 2005年12月11日 | 2012年5月29日       | WT/Let/855    | 2016年7月28日        | WT/Let/1186 | 2024年2月26日        | WT/Let/1663 |
| ベトナム                         | 2007年1月11日  | 2017年1月23日       | WT/Let/1235   | 2015年12月15日       | WT/Let/1112 |                      |             |
| トンガ                           | 2007年7月27日  |                     |               |                      |             |                      |             |
| ウクライナ                       | 2008年5月16日  | 2016年3月16日       | WT/Let/1142   | 2015年12月16日       | WT/Let/1117 |                      |             |
| カーボベルデ                     | 2008年7月23日  |                     |               | 2020年2月8日         | WT/Let/1464 | 2024年1月26日        | WT/Let/1650 |
| モンテネグロ                     | 2012年4月29日  | 2013年9月9日        | WT/Let/894    | 2016年5月10日        | WT/Let/1160 | 2024年6月14日        | WT/Let/1706 |
| サモア                           | 2012年5月10日  | 2016年4月21日       | WT/Let/1153   | 2016年4月21日        | WT/Let/1152 |                      |             |
| ロシア                           | 2012年8月22日  | 2017年9月22日       | WT/Let/1278   | 2016年4月22日        | WT/Let/1155 | 2024年3月18日        | WT/Let/1689 |
| バヌアツ                         | 2012年8月24日  |                     |               | 2020年5月6日         | WT/Let/1456 |                      |             |
| ラオス                           | 2013年2月2日   | 2015年9月29日       | WT/Let/1084   | 2015年9月29日        | WT/Let/1083 | 2024年5月13日        | WT/Let/1699 |
| タジキスタン                     | 2013年3月2日   | 2016年5月23日       | WT/Let/1164   | 2019年7月2日         | WT/Let/1444 |                      |             |
| イエメン                         | 2014年6月26日  |                     |               |                      |             |                      |             |
| セイシェル                       | 2015年4月26日  | 2016年6月6日        | WT/Let/1168   | 2016年1月11日        | WT/Let/1124 | 2023年3月10日        | WT/Let/1603 |
| カザフスタン                     | 2015年11月30日 |                     |               | 2016年5月26日        | WT/Let/1165 | 2024年7月1日         | WT/Let/1721 |
| リベリア                         | 2016年7月14日  |                     |               | 2021年4月29日        | WT/Let/1550 |                      |             |
| アフガニスタン                   | 2016年7月29日  |                     |               | 2016年7月29日        | WT/Let/1188 |                      |             |
| コモロ                           | 2024年8月21日  | 2024年8月21日       | [ 注 17 ]     | 2024年8月21日        | [ 注 17 ]   | 2024年8月21日        | WT/Let/1713 |
| 東ティモール                     | 2024年8月30日  | 2024年8月30日       | [ 注 17 ]     | 2024年8月30日        | [ 注 17 ]   | 2024年8月30日        | WT/Let/1714 |

## 加盟国・地域[注 18]
原加盟国（欧州連合及び地域を含む。以下の記述における加盟国、加盟申請中の国には、すべて加盟・加盟申請中の地域を含むものであり、本来は表題と同じく、すべて国・地域と記述すべきであるが、煩瑣をさけるために加盟国、加盟申請中の国と表記する。）の数は123（内77か国がWTOの発足時の加盟国）。現在の加盟国数は166。WTO設立後の加盟国の日付は加盟年月日。また、現在加入申請中の国は22ある。
以下の記述における加盟国の名称は外務省ウェブサイトの表記に準拠した。
最近の加盟国は、165番目及び166番目の加盟国である。2024年2月26日にWTO閣僚会議で加盟が承認された。 コモロと東ティモールは、2024年7月22日に受諾書をWTOに寄託した。コモロは、これにより寄託の日から30日後の8月21日に165番目のWTO加盟国となった。 東ティモールは、加盟議定書の正式な寄託日は7月31日としたため、8月30日に166番目のWTO加盟国となった。この寄託日は東ティモールの同国の独立への道を開いた1999年の国民投票を記念する国民協議の日である。
WTOに長年加盟しなかったロシアは「最後の大国」と呼ばれ、1993年の加盟申請（この時点ではWTOの前身であるGATTへの加盟申請）の後、難航していた米国との二国間交渉が妥結したものの、天然ガスの価格問題等の近隣諸国との軋轢や、米国議会で2007年以降民主党が多数派になったこと、更に、ウクライナが2008年5月16日にWTOに加盟したため、ウクライナとの二国間交渉が必要となったこと、2008年以降の経済状況の変化でロシアがそれまでの加盟合意の一部見直しを主張するなど、加盟交渉合意の目処がたたない状況が続いたが、2010年に入り、二国間交渉が大筋合意した。2011年10月にはロシアと領土問題を抱えるジョージアがスイスによる仲介案を受け入れ障壁がなくなり、2011年12月16日に閣僚会議で加盟が承認された。その後、ロシア国内での手続が2012年7月に終了し、2012年8月22日に正式加盟が実現した。

### 原加盟国（123か国）

#### WTO発足時に加盟国になったもの（77か国）
| - 日本 - アイルランド - アメリカ合衆国 - アルゼンチン - アンティグア・バーブーダ - イギリス - イタリア - インド - インドネシア - ウガンダ - ウルグアイ - エスワティニ - オーストラリア - オーストリア - オランダ - カナダ - ガーナ - ガイアナ - ガボン - ギリシャ - クウェート - クロアチア - ケニア - コートジボワール - コスタリカ - ザンビア | - シンガポール - スウェーデン - スペイン - スリナム - スリランカ - スロバキア - セネガル - セントビンセント・グレナディーン - セントルシア - タイ - 大韓民国 - タンザニア - チェコ - チリ - デンマーク - ドイツ - ドミニカ国 - ナイジェリア - ナミビア - アイスランド - ニュージーランド - ノルウェー - ハンガリー - バーレーン - バルバドス - バングラデシュ | - パキスタン - パラグアイ - フィリピン - フィンランド - フランス - ブラジル - ブルネイ - ベネズエラ - ベリーズ - ベルギー - ペルー - ホンジュラス - ポルトガル - 香港 - マカオ - マルタ - マレーシア - 南アフリカ共和国 - ミャンマー - メキシコ - モーリシャス - モロッコ - ヨーロッパ共同体（関税同盟） - ルーマニア - ルクセンブルク |

#### WTO設立協定第11条に基づく原加盟国（46か国）
WTO設立協定第11条
この協定が効力を生ずる日における1947年のGATTの締約国及び欧州共同体であって、この協定及び多角的貿易協定を受諾し、かつ、1994年のGATTに自己の譲許表が附属され及びサービス貿易一般協定に自己の特定の約束に係る表が附属されているものは、世界貿易機関の原加盟国となる
に基づき、1947年のGATTの締約国だった国で、ウルグアイラウンドの最終議定書により自己の譲許表及び特定の約束に係る表を1994年のGATT及びGATSに附属させた国又は地域がWTOに入った場合、協定の受諾が遅れてWTO発足以後に加盟した場合でも原加盟国として扱われる。1947年のGATTの締約国であるが、ウルグアイラウンドの最終議定書に自己の譲許表及び約束表を附属させることができなかった国は、WTO協定第12条に基づき加盟することとなった。なお、WTO発足時に1947年のGATTの加盟国だった国（ウルグアイラウンドに参加しなかったユーゴスラビアを除く。）はすべて世界貿易機関の加盟国になっている。
| - 1995年 - 3月1日 - トリニダード・トバゴ - 3月5日 - ジンバブエ - 3月9日 - ジャマイカ - 3月9日 - ドミニカ共和国 - 3月26日 - トルコ - 3月29日 - チュニジア - 4月20日 - キューバ - 4月21日 - イスラエル - 4月30日 - コロンビア - 5月7日 - エルサルバドル - 5月31日 - ギニアビサウ - 5月31日 - ジブチ - 5月31日 - 中央アフリカ - 5月31日 - トーゴ - 5月31日 - ボツワナ - 5月31日 - マラウイ - 5月31日 - マリ - 5月31日 - モーリタニア - 5月31日 - モルディブ - 5月31日 - レソト - 6月3日 - ブルキナファソ - 6月30日 - エジプト - 7月1日 - スイス - 7月1日 - ポーランド - 7月23日 - シエラレオネ | - 1995年続き - 7月23日 - ブルンジ - 7月21日 - グアテマラ - 7月30日 - キプロス - 7月30日 - スロベニア - 8月26日 - モザンビーク - 9月1日 - リヒテンシュタイン - 9月3日 - ニカラグア - 9月12日 - ボリビア - 10月25日 - ギニア - 11月17日 - マダガスカル - 12月13日 - カメルーン - 1996年 - 1月14日 - フィジー - 1月30日 - ハイチ - 2月22日 - ベナン - 5月22日 - ルワンダ - 7月26日 - ソロモン諸島 - 10月19日 - チャド - 10月23日 - ガンビア - 11月23日 - アンゴラ - 12月13日 - ニジェール - 1997年 - 1月1日 - コンゴ民主共和国 - 3月27日 - コンゴ共和国 |

### WTO発足後に新たに加盟した国（43か国）
WTO協定第12条に基づく加入交渉を経て新たに加盟した国がこれに該当する。
| - 1996年 - 1月13日 - カタール - 1月21日 - エクアドル - 2月21日 - セントクリストファー・ネイビス - 2月22日 - グレナダ - 4月10日 - アラブ首長国連邦 - 6月9日 - パプアニューギニア - 12月1日 - ブルガリア - 1997年 - 1月29日 - モンゴル - 9月6日 - パナマ - 1998年 - 12月20日 - キルギス - 1999年 - 2月10日 - ラトビア - 11月13日 - エストニア - 2000年 - 4月11日 - ヨルダン - 6月14日 - ジョージア - 9月8日 - アルバニア - 11月9日 - オマーン - 11月30日 - クロアチア - 2001年 - 5月31日 - リトアニア - 7月26日 - モルドバ - 12月11日 - 中華人民共和国 - 2002年 - 1月1日 - 台湾 - 2003年 - 2月5日 - アルメニア - 4月4日 - 北マケドニア - 4月23日 - ネパール - 10月13日 - カンボジア | - 2005年 - 12月11日 - サウジアラビア - 2007年 - 1月11日 - ベトナム - 7月27日 - トンガ - 2008年 - 5月16日 - ウクライナ - 7月23日 - カーボベルデ - 2012年 - 4月29日 - モンテネグロ - 5月10日 - サモア - 8月22日 - ロシア - 8月24日 - バヌアツ - 2013年 - 2月2日 - ラオス - 3月2日 - タジキスタン - 2014年 - 6月26日 - イエメン - 2015年 - 4月26日 - セーシェル - 11月30日 - カザフスタン - 2016年 - 7月14日 - リベリア - 7月29日 - アフガニスタン - 2024年 - 8月21日 - コモロ - 8月30日 - 東ティモール |

### 加盟申請中の国（22か国）
| - 加盟を前提とするオブザーバー承認国（0か国） - A 加盟作業部会（WP）未設置（0か国） - B WP設置後・未開催（7か国） - キュラソー - 赤道ギニア - イラン - リビア - サントメ・プリンシペ - シリア - トルクメニスタン。 - C WP開催・二国間交渉オファー未交渉（4か国） - イラク - ソマリア - 南スーダン | - D 二国間交渉オファー交渉中（4か国） - アンドラ - バハマ - エチオピア - スーダン - ウズベキスタン - E WP報告書案審査中（7か国） - アゼルバイジャン - アルジェリア - ボスニア・ヘルツェゴビナ - ブータン - ベラルーシ - レバノン - セルビア - F 加盟承認待ち（0か国） - G 加盟議定書受諾手続中（0か国） - H 加盟議定書受諾・発効待ち（0か国） |

### WTOオブザーバー（23か国）
上記の加盟申請中の22か国に
- バチカン

を加えた23か国である。
WTOオブザーバーは、オブザーバー承認後5年以内に加盟申請が義務付けられているが、バチカンは例外的に加盟申請を前提としないオブザーバーの地位が認められている。また、国際機関に対し、WTOの各機関ごとにオブザーバーの地位が認められている。

### 参考：非加盟国（13か国）
国際連合加盟国又は日本が承認している国で、WTO加盟国でもオブザーバーでもない国
| - エリトリア - 北朝鮮 - モナコ - サンマリノ - キリバス - ツバル - ナウル | - パラオ - マーシャル諸島 - ミクロネシア - コソボ - クック諸島 - ニウエ |

## 紛争解決機関上級委員
| 氏名                                  | 国籍             | 在任期間（2018年以前の前職は年のみ表示） |
| ------------------------------------- | ---------------- | ---------------------------------------- |
| Georges Michel Abi-Saab               | エジプト         | 2000 — 2004                              |
| Georges Michel Abi-Saab               | エジプト         | 2004 — 2008                              |
| James Bacchus                         | アメリカ合衆国   | 1995 — 1999                              |
| James Bacchus                         | アメリカ合衆国   | 1999 — 2003                              |
| Luiz Olavo Baptista                   | ブラジル         | 2001 — 2005                              |
| Luiz Olavo Baptista                   | ブラジル         | 2005 — 2009                              |
| Lilia R Bautista                      | フィリピン       | 2007 — 2011                              |
| Christopher Beeby                     | ニュージーランド | 1995 — 1999                              |
| Christopher Beeby                     | ニュージーランド | 1999 — 2000                              |
| Peter Van den Bossche                 | ベルギー         | 2009 — 2013                              |
| Peter Van den Bossche                 | ベルギー         | 2013 — 2017                              |
| Seung Wha Chang                       | 大韓民国         | 2012 — 2016                              |
| Claus-Dieter Ehlermann                | ドイツ           | 1995 — 1997                              |
| Claus-Dieter Ehlermann                | ドイツ           | 1997 — 2001                              |
| Said El-Naggar                        | エジプト         | 1995 — 1999                              |
| Said El-Naggar                        | エジプト         | 1999 — 2000                              |
| Florentino Feliciano                  | フィリピン       | 1995 — 1997                              |
| Florentino Feliciano                  | フィリピン       | 1997 — 2001                              |
| Arumugamangalam Venkatachalam Ganesan | インド           | 2000 — 2004                              |
| Arumugamangalam Venkatachalam Ganesan | インド           | 2004 — 2008                              |
| Jennifer Hillman                      | アメリカ合衆国   | 2007 — 2011                              |
| Ricardo Ramírez-Hernández             | メキシコ         | 2009 — 2013                              |
| Ricardo Ramírez-Hernández             | メキシコ         | 2013 — 2017                              |
| Merit E. Janow                        | アメリカ合衆国   | 2003 — 2007                              |
| Julio Lacarte-Muró                    | ウルグアイ       | 1995 — 1997                              |
| Julio Lacarte-Muró                    | ウルグアイ       | 1997 — 2001                              |
| John Lockhart                         | オーストラリア   | 2001 — 2005                              |
| John Lockhart                         | オーストラリア   | 2005 — 2006                              |
| 松下満雄                              | 日本国           | 1995 — 1999                              |
| 松下満雄                              | 日本国           | 1999 — 2000                              |
| 大島正太郎                            | 日本国           | 2008 — 2012                              |
| Giorgio Sacerdoti\|                   | イタリア         | 2001 — 2005                              |
| Giorgio Sacerdoti\|                   | イタリア         | 2005 — 2009                              |
| 谷口安平                              | 日本国           | 2000 — 2003                              |
| 谷口安平                              | 日本国           | 2003 — 2007                              |
| David Unterhalter                     | 南アフリカ       | 2006 — 2009                              |
| David Unterhalter                     | 南アフリカ       | 2009 — 2013                              |
| Yuejiao Zhang                         | 中華人民共和国   | 2008 — 2012                              |
| Yuejiao Zhang                         | 中華人民共和国   | 2012 — 2016                              |
| Hyun Chong Kim                        | 大韓民国         | 2016 — 2017                              |
| Shree Baboo Chekitan Servansing       | モーリシャス     | 2014 — 2018                              |
| Ujal Singh Bhatia                     | インド           | 2011年 12月 11日 — 2015年 12月 10日      |
| Ujal Singh Bhatia                     | インド           | 2015年 12月 11日 — 2019年 12月 10日      |
| Thomas R. Graham                      | アメリカ合衆国   | 2011年 12月 11日 — 2015年 12月 10日      |
| Thomas R. Graham                      | アメリカ合衆国   | 2015年 12月 11日 — 2019年 12月 10日      |
| Hong Zhao                             | 中華人民共和国   | 2016年 12月 1日 — 2020年 11月 30日       |

。
紛争解決機関上級委員は、定員が7名となっているが、2020年12月1日に全員が欠員となっている。米国が再任や指名を拒んできたためで、実際の審理は3名で行うため、審議が不可能になっている。この問題については、日本は、外務大臣談話を発表し、またEUがWTO上級委員会機能停止への対応策を提案を行っている。
2020年4月30日、EU、カナダ、中国を含む19の有志のWTO加盟国・地域が、「WTO紛争解決了解（DSU）第25条に基づく多数国間暫定上訴仲裁アレンジメント（MPIA）（MPIA: Multi-party Interim Appeal Arbitration Arrangement）」（以下、暫定上訴制度）の設立を正式にWTOに通報したと発表した。DSU第25条で認められた、紛争解決の代替的手段としての仲裁を暫定的に上訴に代替させるもの。今後3カ月以内に10人の仲裁人が選定される。他のWTO加盟国・地域は今後、いつでも同制度に加わることができる。
2022年12月21日、暫定上訴制度に基づく初めての仲裁判断が公表された。コロンビアによるEU産冷凍ポテトフライへのアンチダンピング措置に関し、EUが2019年11月にWTO提訴していもので、2022年10月にパネルの報告書を公表。コロンビアは、報告書による同国のアンチダンピング制度に対する法的解釈の一部を不服として上訴を申し立て、直ちに両者の合意に基づき暫定上訴制度の利用に進んでいた。3人の仲裁人決定から2カ月程度と比較的短期で仲裁判断がされた。
2023年3月10日、日本は暫定上訴制度に参加する事を決定した。現時点の参加国・地域数は52（オーストラリア、ベナン、ブラジル、カナダ、中国、チリ、コロンビア、コスタリカ、エクアドル、EU（及びEU加盟27か国）、グアテマラ、香港、アイスランド、マカオ、メキシコ、モンテネグロ、ニカラグア、ニュージーランド、ノルウェー、パキスタン、ペルー、シンガポール、スイス、ウクライナ、ウルグアイ）。